# Палестина Секунда
Палестина Друга или Палестина Секунда (лат. Palestina Secunda), је била византијска провинција која је постојала од 390. године, све док је нису освојиле муслиманске војске током сукоба у периоду 634-636. Палестина Секунда је чинила део дијецезе Исток, а сачињавали су је Галилеја, Израелска долина, Бет Шеан долина и јужни делови Голанске висоравни, са њеном престоницом Скитополисом (Бет Шеан). Провинција је доживела успон хришћанства под Византијцима, али је такође била и напредан центар јудаизма, након што су Јевреји били истерани из Јудеје од стране Римљана у 1. и 2. веку.

## Историја
Сирија-Палаестина била је организована пред крај Римског царства као део дијецезе Исток, у који је укључена заједно са покрајинама као што су Исаврија, Киликија, Кипар (до 536), Еуфратенсис, Месопотамија, Осроена, Феникија и Арабија Петра. Под Византијом, ивршена је нова подела која је додатно поделила покрајину Киликију на Киликију Приму, Киликију Сецунду; Сирија Палестина је подељена на Сирију Приму, Сирију Салутарис, Феникија Либаненсис, Палестина Прима, Палестина Секунда а на крају и Палестина Салутарис (у 6. веку). Главни градови у провинцији су били Скитополис, Капернау и Назарет.
У 5. и 6. веку, Византинци и њихови хришћански савезници Гасаниди су одиграли главну улогу у гушењу Семаританских устанака у суседној Палестина Прими. До 6. века хришћански Гасаниди су који су били византијски вазал формирали су конфедерацију са престоницом на Голану, створивши тако тампон државу између Византије и арапских племен.
Године 614, и Палестина Прима и Палестина Секунда биле су освојене због напада заједничке Сасанидско-јеврејске војске. Вођа јеврејских побуњеника био је Бенјамин Тиберије, човека "огромног богатства" према средњевековним изворима, и Нехемиаха бен Хусхиела, јеврејског достојанственика. Овај догађај је изазвао прави шок за хришћанско друштво, јер је много хришћанских цркава било уништено о чему сведоче хришћански изворииз тог периода. Након повлачења персијских трупа и након предаје месних јеврејских побуњеника, подручје је убрзо реанектирала Византија 628 године.
Византијска контрола покрајине је поново је била изгубљена али овог пута неповратно 636 . године, са муслиманским освајање Сирије. Касније ће бити реорганизован под називо Џунд ел Урдун као део војне области Билад ел Шам (Сирија) у саствау провинције Рашидунског калифата.

## Демографија
Пре 6. века, покрајина Палаестина Сеунда у великој мери је била насељена Јеврејима, као и мешовитим становништвом које је говорило грчким и арамејским језиком, који су углавном исповедали хришћанство. Јевреји су од Галилеје и Голанске висоравни створили свој центар након пораза током Бар Кохбин устанка у 2. веку; којису доживели свој процват кроз 4. и 5. век, због византијске контроле која је на том подручју била недовољно јака, пружајући велику аутономију за месно становништво.
У Северо-источне делове провинције су насељени паганских Итуреанци, који су живели у значајном већем броју у суседној Феникији и Феникији Либанесис провинцијама на северу. Хришћански Арапи Гасаниди су мигрирали из једне покрајине у Јемену у околину ове провинције у 4. и 5. веку и населили се на простору Голанске висоравни, која је била бивша територија покрајине Арабија Петра, поставши тако византијско вазално краљевство и тампон држава у 6. веку, са престоницом на Голанској висоравни — Северо-источној граници Палаестина Секунде.
У раном 7. веку, провинција је доживела значајан демографски колапс због последица византијско-персијског рата и јеврејске побуне. Након краткотрајне обнове византијске владавине, муслиманске војске изазвала померања значајног дела хришћана ка северу — на територије северне Сирије и Анадолије где је даље владала Византија.

## Религија

### Јудаизам
Покрајина Палестина Секунда је била напредан центар јудаизма кроз 4. и 5. век, где је био састављен Јерусалим Талмуд. Првобитна Јеврејска скупштина, у Санхедрин, постојала је у Тибериасу до почетка 5. века, пре него што су је укинуле византијске власти. Последњи Наси (председник јеврејске скупштине) Синедриона је Гамалило VI је умро у 425 године.

### Хришћанство
Покрштавањем Константина покренути су догађајиа који су поново обновили Палестину као главни позорницу у развоју хришћанске цркве, што она није била у протеклих 70 година. Само неколико јереси (вероватно укључујући и јудео хришћане) су живели у неколико галилејских градова као што су Сефхорис и Капернаум. Међутим, почетком 4. века византијска влада одговорила на хришћанске потребе у Светој земљи упустивши се у велики градитељски подухват својм покровитељством, посебно црквама, који је подстицао хришћане да се преселе у Палестину. Мање успешно, царска политика покушала је да подстакне Јевреја да пређу у хришћанство нудећи заштиту и награде. На крају, као резултат свега хришћани се насељавају у близини од Назарета и Кафарнауму (где синагога и црква леже скоро преко пута једно од другог) и Табгха, Галилеје изгубила своју јеврејску већину.

### Римски култ и паганизам
Мали број пагана — да ли не-хришћанских Римљана или хелениста или Итурианаца био је насељаван у ту провинцију током ране византијске управе.

## Преглед епископа
Преглед древних епископија Палестина Секунде према листи Ануарио Пентификто титуларна епархија:
- Абила у палестини
- Капитолиас
- Диокасареа у Палестини (Сепфорис)
- Ексалус
- Гадара
- Хелиополис у Палестини
- Хипос
- Максиминополис у Палестини
- Пела
- Скитополис, Метрополитанска Архиепископија (до крсташа носио латинско звање Назарет)
- Тибеиас